# Tani Oluwaseyi
Tanitoluwa Oluwatimilehin Oluwaseyi (Abuya, Nigeria, 15 de mayo de 2000) es un futbolista nigeriano nacionalizado canadiense que juega como delantero en el Minnesota United de la Major League Soccer de Estados Unidos.

## Selección nacional
En junio de 2024 fue llamado como una incorporación tardía al equipo de Canadá antes de dos amistosos contra Países Bajos y Francia. Contra este último debutó el 9 de junio en el Estadio Matmut Atlantique. Sustituyó a Ismaël Koné en el minuto 84, y el partido terminó en empate sin goles.

### Participaciones en Copas América
| Torneo            | Sede           | Resultado     | Partidos | Goles |
| ----------------- | -------------- | ------------- | -------- | ----- |
| Copa América 2024 | Estados Unidos | Cuarto puesto | 5        | 0     |